# Bröderna von Wright

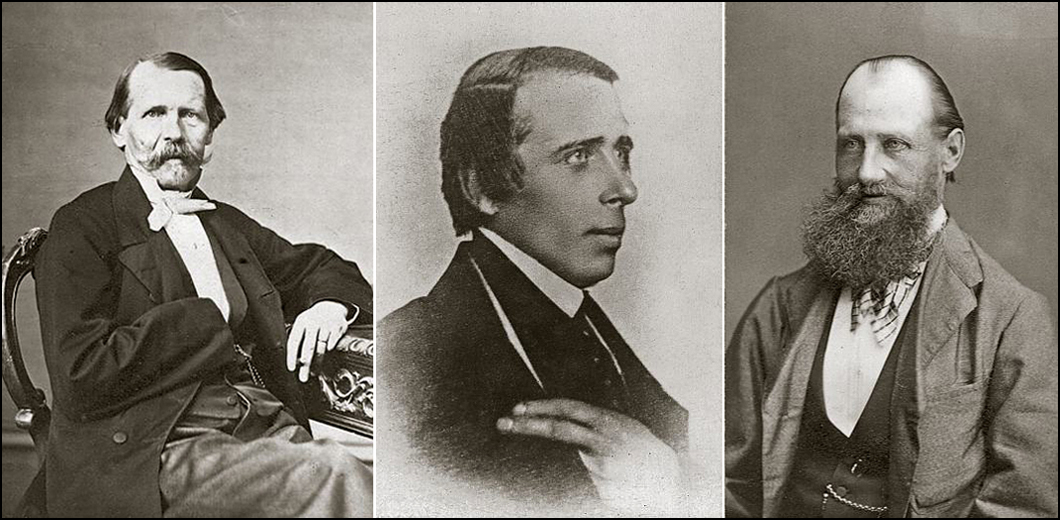
Bröderna von Wright: Magnus, Wilhelm och Ferdinand.

Bröderna von Wright (uttalas "fånn vrickt") var fem till antalet, varav tre var målare, nämligen Magnus von Wright (1805–1868), Wilhelm von Wright (1810–1887 och Ferdinand von Wright (1822–1906). Dessa ornitologer, forskare, naturvetenskapliga illustratörer och konstnärer var födda på Haminanlax nära Kuopio i Finland.
I Stockholm i augusti 1828 påbörjade Magnus och Wilhelm von Wright bildverket Svenska Foglar, finansierat av greve Nils Bonde. Detta ornitologiska verk blev klart 1838 och är en samling på 178 litografier.

## Galleri

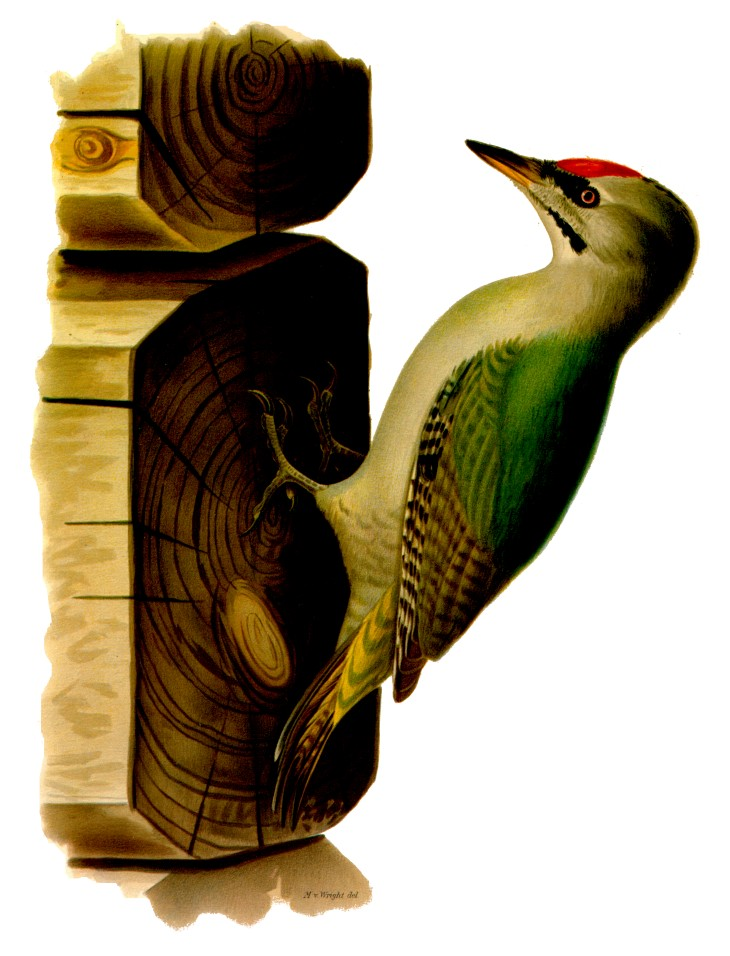
Gråspett av Magnus von Wright
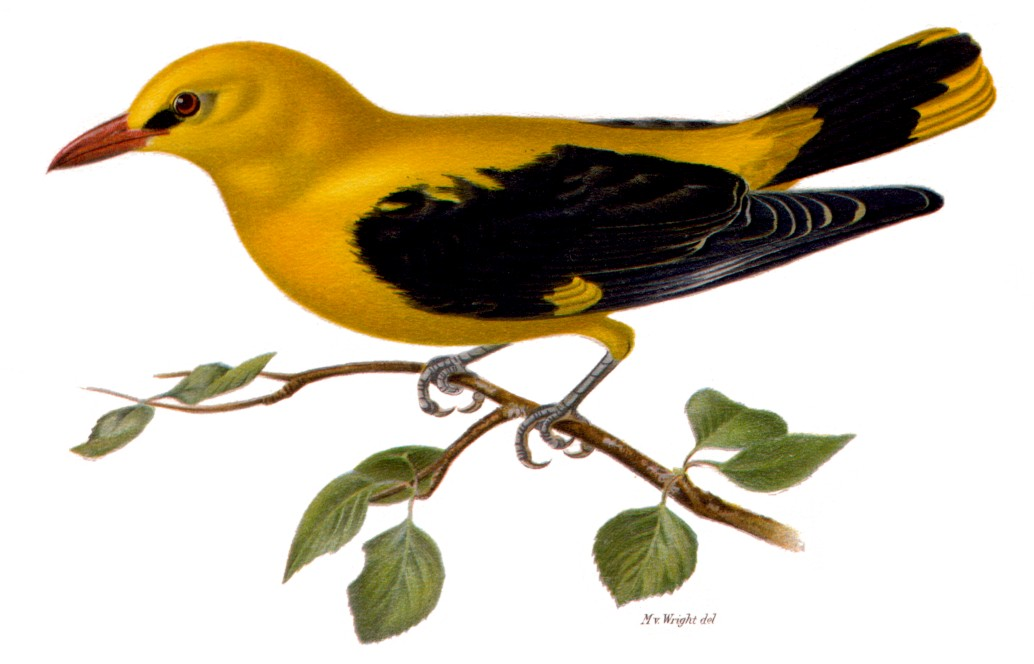
Sommargylling  av Magnus von Wright
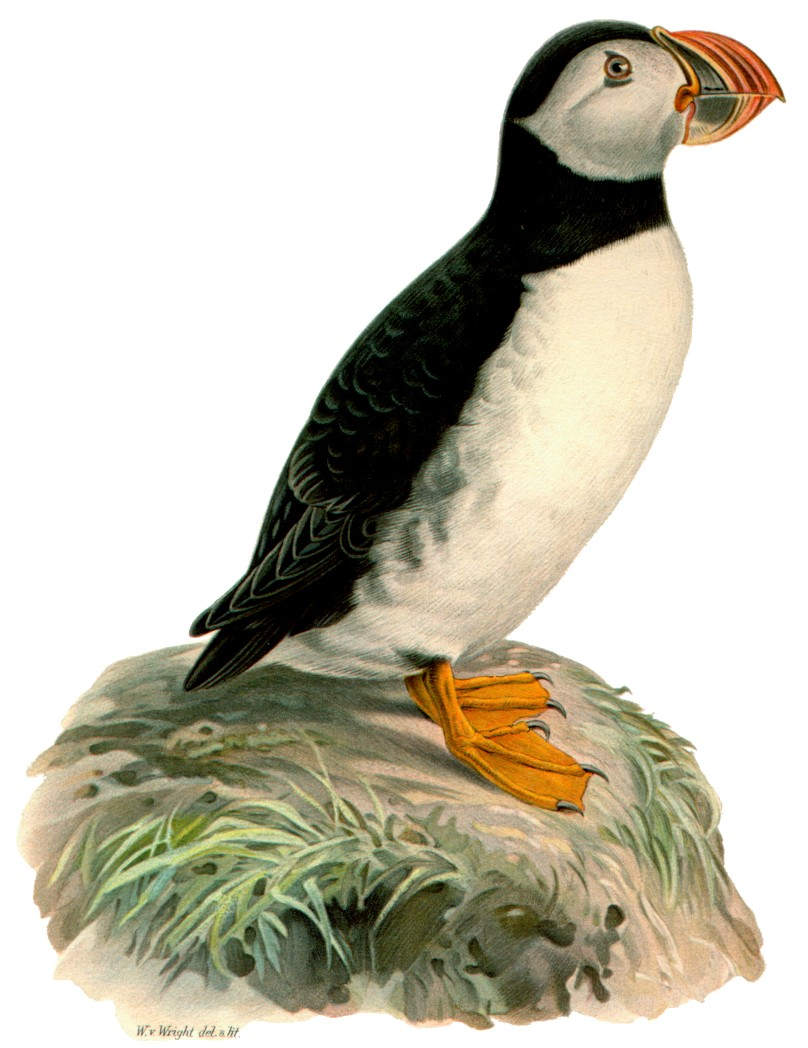
Lunnefågel av Wilhelm von Wright
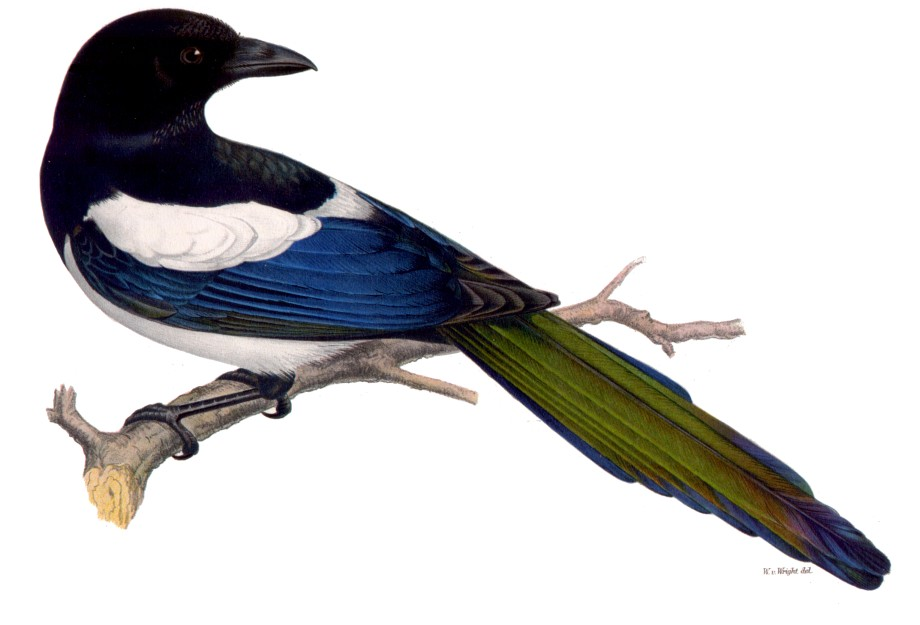
Skata av Wilhelm von Wright
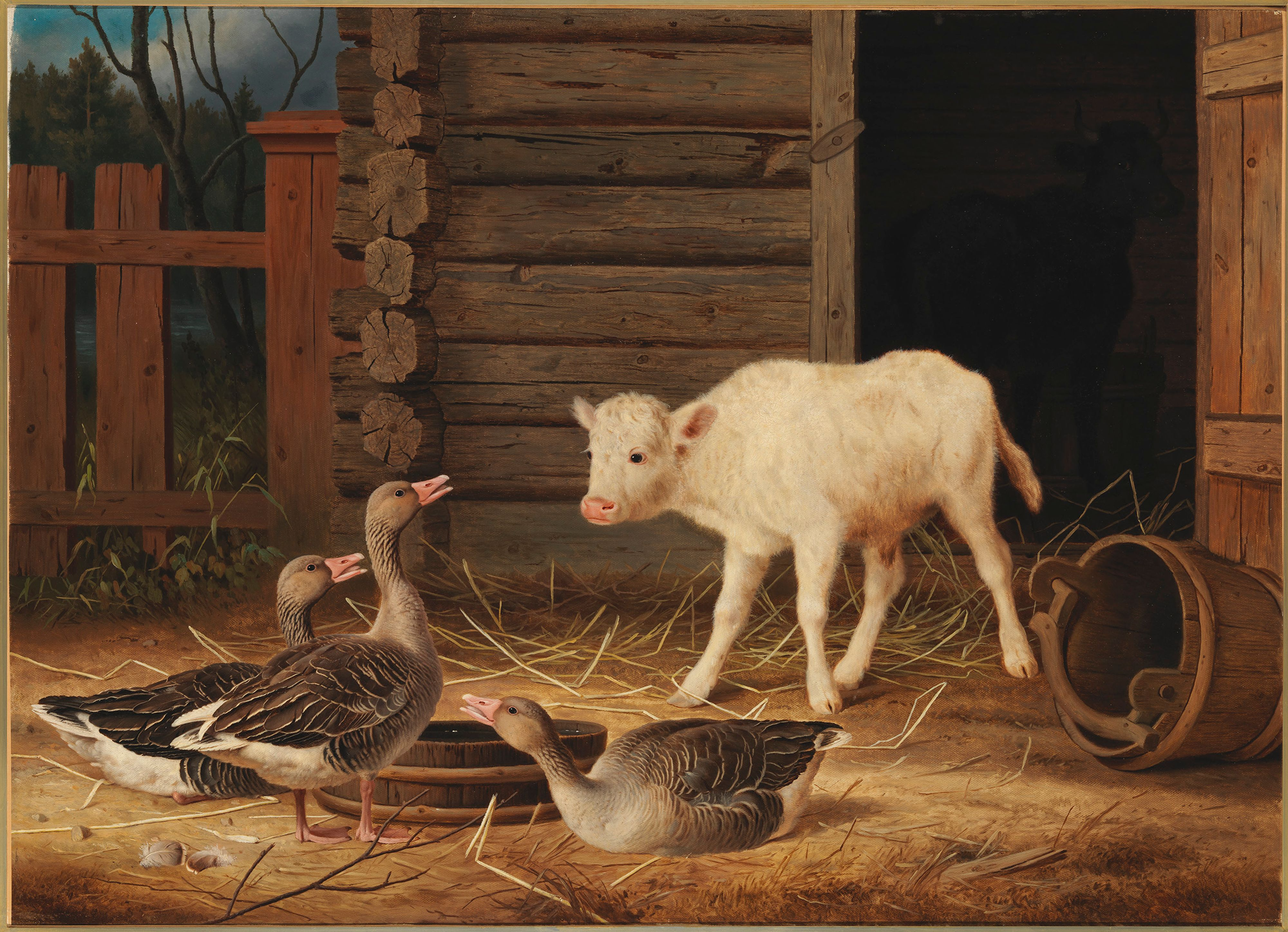
Den första överraskningen av Ferdinand von Wright
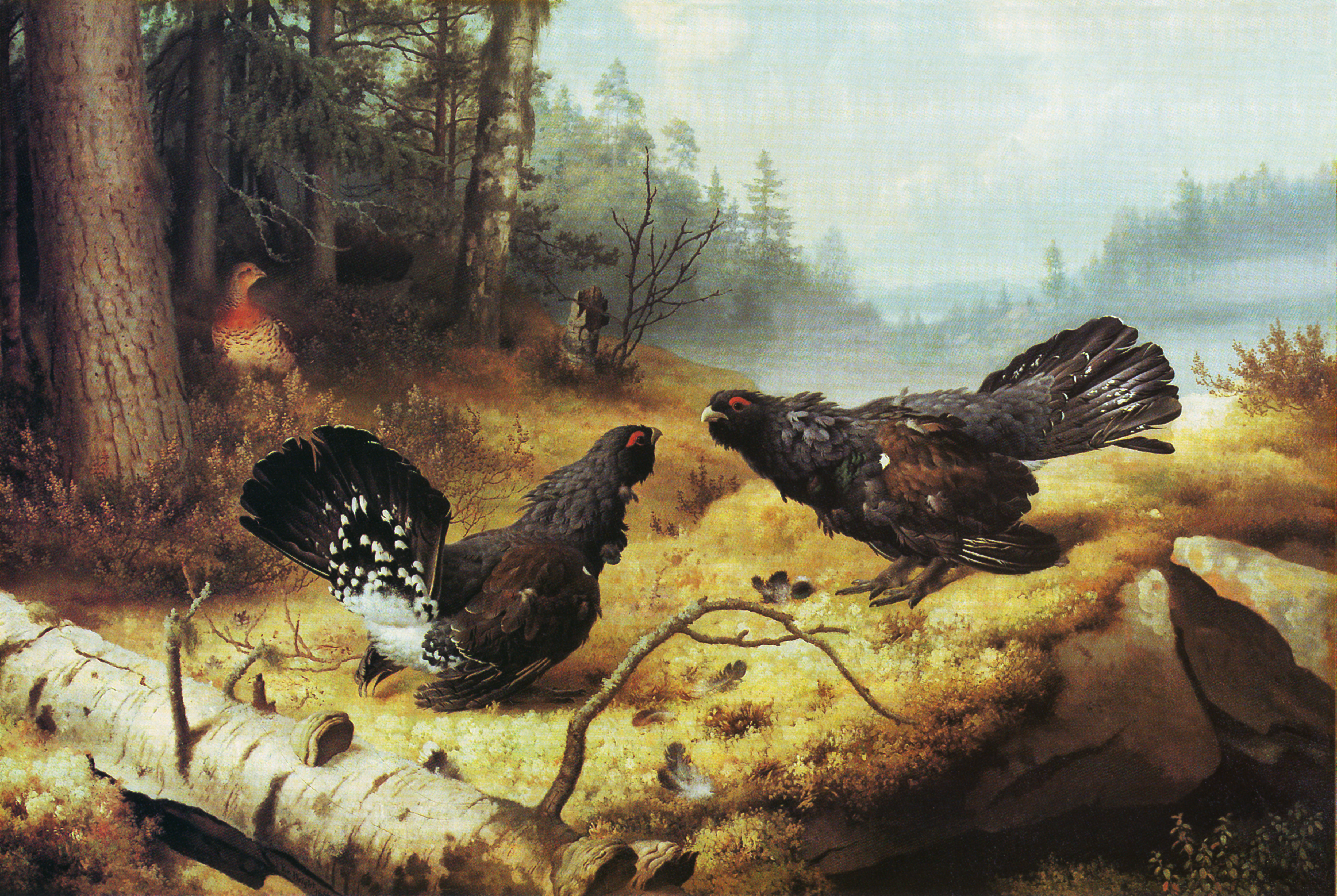
Tjäder av  Ferdinand von Wright
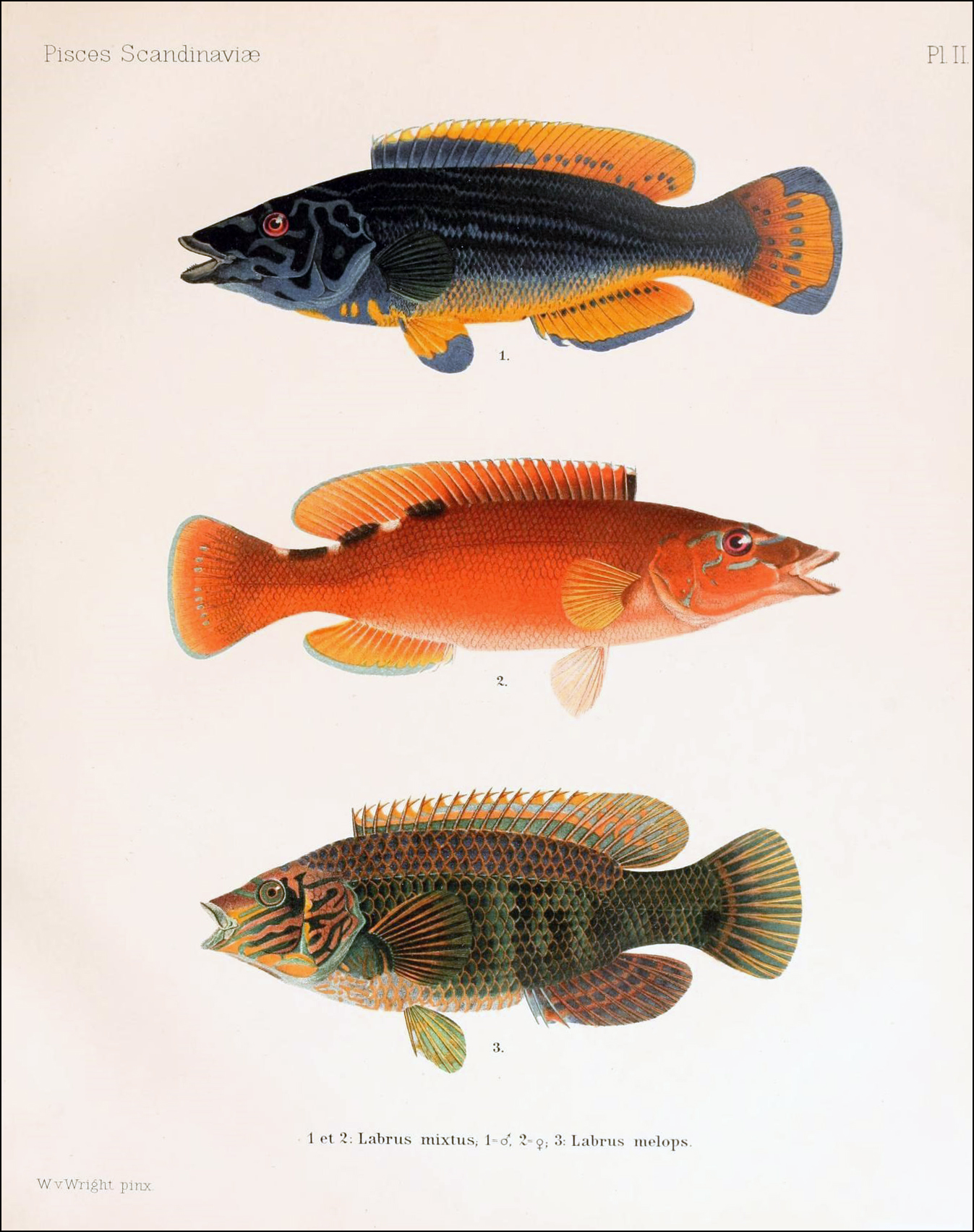
Blågylta av Wilhelm von Wright